# Новые Норки
Новые Норки — исчезнувшее село в Камышинском районе Волгоградской области. Село располагалось в пределах Приволжской возвышенности, на правом берегу реки Иловли (чуть ниже устья реки Гуселка), напротив села Александровка
Основано около 1847 году.

## История
Около 1847 года несколько колонистов из сёл Каменского округа основали здесь хутор; среди них был колонист Валентин Гетте, которого по уличному называли "шутником", поэтому и хутор назывался Шутниковский хутор или Шутка. В 1852 году сюда по предписанию конторы иностранных поселенцев переселились немцы из колонии Норка, в результате чего селение получило официальное название — Новая Норка (Ней-Норка).
Село относилось к лютеранскому приходу Розенберг. В 1852 году открыта церковно-приходская школа. В 1886 году — частная школа. В 1890 году — молитвенный дом. В 1877—1878 годах 7 семей выехали в Америку.
С 1918 года — в составе Нижне-Иловлинского района Голо-Карамышского уезда Трудовой коммуны (Области) немцев Поволжья (с 1923 года — Республики немцев Поволжья), после перехода к кантонному делению в составе Каменского, с 1935 года — Добринского кантона.
В голод 1921 года родилось 37 человек, умерло — 50. В 1926 году действуют сельсовет, начальная школа, кооперативная лавка, сельскохозяйственное кооперативное товарищество.
В 1927 году постановлением ВЦИК «Об изменениях в административном делении Автономной С. С. Р. Немцев Поволжья и о присвоении немецким селениям прежних наименований, существовавших до 1914 года» селу Новая Норка Каменского кантона присвоено название Ней-Норка.
28 августа 1941 года был издан Указ Президиума ВС СССР о переселении немцев, проживающих в районах Поволжья, немецкое население депортировано. Указом Президиума Верховного Совета СССР от 7 сентября 1941 года село, как и другие населённые пункты Эрленбахского кантона (переименован в Ременниковский район), передано Сталинградской области. Решением Исполнительного Комитета Сталинградского областного Совета депутатов трудящихся от 31 марта 1944 года«О переименовании населенных пунктов Сталинградской области, носящих немецкие названия» село Ней-Норка переименовано в село Новые Норки
В 1948 году в связи с ликвидацией Ременниковского района включено в состав Камышинского района.
Решением Волгоградского облисполкома от 07 сентября 1985 года № 21/606 село Новые Норки было исключено из учетных данных

## Население
Динамика численности населения по годам:
| 1859 | 1886 | 1897 | 1904 | 1911 | 1920 | 1922 | 1926 | 1931 |
| ---- | ---- | ---- | ---- | ---- | ---- | ---- | ---- | ---- |
| 564  | 828  | 1115 | 995  | 1304 | 1218 | 1032 | 1214 | 1339 |